# Amitriptylin
Amitriptylin, také známý pod svým obchodním názvem Elavil nebo Amitriptylin Slovakofarma v České republice, je tricyklické antidepresivum užívané k léčbě deprese, širokého spektra syndromů bolesti jako je neuropatická bolest, chronické migrény a bolesti hlavy a funkčních poruch jako je fibromyalgie, syndrom cyklického zvracení (CVS) a syndrom dráždivého tračníku (IBS). Vzhledem k četnosti vedlejších účinků, vysoké potřebné dávce a existenci novějších a efektivnějších léků (zejména SSRI) amitriptylin zpravidla není první volba léčby deprese.
Nejčastějšími vedlejšími účinky jsou sucho v puse, malátnost, ospalost, zácpa a přibírání hmotnosti. Glaukom, poškození jater a abnormální srdeční rytmus jsou vzácné, ale vážné vedlejší účinky. Amitriptylin je anticholinergní (antagonismus acetylcholinu), antihistaminní (H1 antagonismus, prochází přes hematoencefalickou bariéru do mozku), sedativní a antidepresivní (serotonergní a norepinefrinergní) látka.
Byl objeven ke konci 50. let 20. století vědci v Merck a schválen americkou kontrolní agenturou FDA v roce 1961. Jedná se o historicky starší antidepresivum, které je v léčbě deprese často nahrazené novějšími SSRI a SNRI. Je na seznamu základních léčiv WHO. Je k dispozici jako generická látka. V roce 2022 se ve Spojených státech jednalo o 87. nejčastěji předepisovanou léčivou látku s více než 7 miliony předpisy.

## Indikace
Amitriptylin se užívá k léčbě velké depresivní poruchy, neuropatické bolesti a k prevenci a mitigaci migrén a chronických tenzních migrén. U dětí starších 6 let se smí užívat k léčbě noční enurézy, poté co selhaly všechny ostatní způsoby léčby.

### Deprese
Amitriptylin je efektivní v léčbě deprese, ale málokdy se k její léčbě využívá, zejména kvůli rizikům předávkování, ať už nechtěného nebo úmyslného, a obecné horší snášenlivosti. Obvykle se předepisuje až poté, co selhaly konvenční metody (SSRI). Někdy se také používá k léčbě deprese vyvolané Parkinsonovou chorobou, ale chybí rigorózní průkaz účinnosti.

### Bolest
Amitriptylin je velmi účinný k léčbě bolestivé diabetické neuropatie a je pro tuto indikaci efektivnější než konvenční gabapentin nebo pregabalin za cenu obecně horší snášenlivosti. Na léčbu obecné neuropatie je amitriptylin stejně efektivní jako duloxetin (SNRI). Kombinovaná léčba neuropatie pregabalinem a amitriptylinem je bezpečná a může poskytnout ještě větší úlevu než jen jedna účinná látka.
Zdá se také být účinný v léčbě atypické bolesti obličeje a bolestivých parestézií spojených s roztroušenou sklerózou. Není efektivní v léčbě neuropatie v důsledku infekce HIV.

#### Fibromyalgie
Nízké dávky amitriptylinu, obvykle do 50 mg, jsou také účinné k léčbě spánkových poruch, bolesti a únavy spojené s fibromyalgií, a je doporučován jako léčivo první volby německou a evropskou asociací proti revmatismu (EULAR). Je bezpečné jej užívat v kombinaci s fluoxetinem nebo melatoninem a může vést k lepšímu výsledku.

### Bolesti hlavy

#### Migrény
Amitriptylin je efektivní v léčbě a prevenci migrén u dospělých. Má podobnou účinnost léčby jako jiná farmaka používaná k této indikaci, jakými jsou venlafaxin a topiramát, s tím, že vedlejší účinky bývají zpravidla častější a vážnější. Velmi často pacientům stačí relativně malé dávky léčiva, zpravidla 5–25 mg, díky čemuž se dají minimalizovat nežádoucí projevy. Amitriptylin se zásadně neliší od placeba při léčbě migrén u dětí.

#### Tenzní bolesti hlavy
Amitriptylin může zároveň být efektivní i u jiných bolestí hlavy, zejména těch tenzního typu (tension headache), ale vedlejší účinky bývají při stejné účinnosti zpravidla častější než u mirtazapinu, který je pro tuto indikaci častější. Lék je tedy považován za poměrně efektivní profylaxi, která by měla být doplněna o poučení o životním stylu, zejména vyhýbání se analgetik a kofeinu.

### Další indikace
Mimo jiné je amitriptylin dále účinný v symptomatické léčbě i dalších funkčních poruch podobných fibromyalgii, zejména myalgické encefalomyelitidy/chronického únavového syndromu, kde může pomoci se spánkovými obtížemi a bolestí.

#### Syndrom dráždivého tračníku (IBS)
Amitriptylin je efektivní v léčbě syndromu dráždivého tračníku (IBS), ale vzhledem k četnosti vedlejších účinků je jeho užívání zpravidla omezené pro osoby, pro které nefungovala jiná léčiva. Prozatím neexistuje dostatek důkazů pro jeho efektivitu v léčbě funkčních gastroenterologických poruch u dětí.

#### Syndrom cyklického zvracení (CVS)
Tricyklická antidepresiva, mezi které se amitriptylin řadí, snižují frekvenci, vážnost a délku trvání jednotlivých epizod projevů syndromu. Amitriptylin je tak jako nejznámější zástupce této skupiny léčiv zpravidla první volbou v léčbě nemoci. Jeho účinnost se vztahuje i na děti a nadále patří mezi doporučená farmaka v léčbě tohoto onemocnění.

## Dostupnost
Amitriptylin je dostupný jako lék na předpis, a ačkoliv není indikačně omezený, jeho předepsání obvykle připadá na psychiatra. Od roku 2019 je k dispozici v baleních po 50 tabletách o 25 mg. Lék je bez doplatku a jeho výrobcem je Zentiva.